# Spodnje Negonje
Spodnje Negonje je naselje v Občini Rogaška Slatina. 
Spodnje Negonje je edninski samostalnik in ne množinski, kot so mnogi prepričani. 
V 5. sklonu, mestniku se tako glasi "(o/pri) Spodnjem Negonju" in ne "Spodnjih Negonjah".